# Urzeala tronurilor (sezonul 3)
Urzeala tronurilor este un serial de televiziune, fantezie medievală, cu Sean Bean produs de HBO pe baza scrierilor lui George R. R. Martin cu același nume. Premiera a avut loc pe 17 aprilie 2011 în Statele Unite și pe 18 aprilie în Marea Britanie și România. 

## Episoade
| Nr. în serial | Nr. în sezon | Titlu                                                       | Regizat de        | Scris de                    | Data difuzării  | SUA telespectatori (milioane) |
| ------------- | ------------ | ----------------------------------------------------------- | ----------------- | --------------------------- | --------------- | ----------------------------- |
| 21            | 1            | „Valar Dohaeris”                                            | Daniel Minahan    | David Benioff & D. B. Weiss | 31 martie 2013  | 4,37                          |
| 22            | 2            | „Aripi negre, vorbe negre” „Dark Wings, Dark Words”         | Daniel Minahan    | Vanessa Taylor              | 7 aprilie 2013  | 4,27                          |
| 23            | 3            | „Drumul supliciului” „Walk of Punishment”                   | David Benioff     | David Benioff & D. B. Weiss | 14 aprilie 2013 | 4,72                          |
| 24            | 4            | „Sfârșitul rondului” „And Now His Watch Is Ended”           | Alex Graves       | David Benioff & D. B. Weiss | 21 aprilie 2013 | 4,87                          |
| 25            | 5            | „Sărutul focului” „Kissed by Fire”                          | Alex Graves       | Bryan Cogman                | 28 aprilie 2013 | 5,35                          |
| 26            | 6            | „Urcușul” „The Climb”                                       | Alik Sakharov     | David Benioff & D. B. Weiss | 5 mai 2013      | 5,50                          |
| 27            | 7            | „Ursul și frumoasa fecioară” „The Bear and the Maiden Fair” | Michelle MacLaren | George R. R. Martin         | 12 mai 2013     | 4,84                          |
| 28            | 8            | „Fiii secunzi” „Second Sons”                                | Michelle MacLaren | David Benioff & D. B. Weiss | 19 mai 2013     | 5,13                          |
| 29            | 9            | „Ploile din Castamere” „The Rains of Castamere”             | David Nutter      | David Benioff & D. B. Weiss | 2 iunie 2013    | 5,22                          |
| 30            | 10           | „Mama” „Mhysa”                                              | David Nutter      | David Benioff & D. B. Weiss | 9 iunie 2013    | 5,39                          |